# Mangiatoia di Uruk
La mangiatoia di Uruk è una scultura sumera a forma di mangiatoia, trovata sul sito di Uruk, in Iraq. Dal 1928 è parte della collezione del British Museum. Condivide, assieme al vaso di Uruk, il primato di una delle prime opere mediorientali decorate con una narrativa in rilievo. L'artefatto è datato al 3300-3000 a.C., durante il cosiddetto periodo di Uruk.
La "mangiatoia" avrebbe potuto servire come oggetto di culto nel tempio della dea Inanna. La scultura intagliata raffigura una processione di pecore, ma il significato allegorico di questa scena non è chiaro.

## Storia
Il reperto è stato trovato a Uruk, città di Sumer poi caduta sotto il controllo di Babilonia; ad est dell'Eufrate nel sud dell'Iraq. La mangiatoia di Trough era probabilmente un oggetto venerato in uno dei templi della città, forse in quello dedicato a Inanna. Non si conoscono le circostanze della sua scoperta, ma il maggiore del 7º lancieri V.E. Mocatta era in suo possesso negli anni 1920 e lo vendette al British Museum, che l'acquistò con il sostegno del National Art Collections Fund nel 1928, poco prima che la Deutsche Orient-Gesellschaft effettuasse gli scavi sul sito.

## Descrizione
La mangiatoia di Uruk è fatta di gesso, di forma oblunga e si estende sul lato più grandi di circa 1 metro. Un frammento di un'estremità si trova al Museo dell'Asia Anteriore di Berlino . Sebbene chiamato "mangiatoia", è improbabile che fosse usato come tale; la presenza delle decorazioni sulla parte inferiore dell'oggetto suggerisce che fosse piazzato in alto e quindi difficilmente utilizzato come mangiatoia, ma piuttosto esposto al pubblico per il culto, forse nel tempio di Inanna, la dea principale nell'antica Mesopotamia al momento della creazione dell'artefatto.  L'incisione mostra una processione di arieti, pecore e agnelli che si avvicinano o escono da un edificio fatto di canne, simile a quello in cui vivevano gli arabi delle paludi nel sud dell'Iraq. Gli esperti non sono stati finora in grado di spiegare il significato delle scene, sebbene i fasci di canne sull'edificio siano stati utilizzati successivamente come simboli della dea Inanna e potrebbero identificarne il tempio, mentre le incisioni potrebbero simboleggiare la fecondità della terra sotto la protezione della dea.